# أردز
نادي أردز لكرة القدم (بالإنجليزية: Ards Football Club)‏ نادي كرة قدم أيرلندي شمالي يلعب في دوري الدرجة الأولى . تم تأسيس النادي في سنة 1902 .